# Dalea quercetorum
Dalea quercetorum là một loài thực vật có hoa trong họ Đậu. Loài này được Standl. & L.O.Williams miêu tả khoa học đầu tiên.